# Cymbiola
Cymbiola is een geslacht van weekdieren uit de klasse van de Gastropoda (slakken).

## Soorten
- Cymbiola aulica (Sowerby I, 1825)
- Cymbiola baili Prati & Raybaudi, 1997
- Cymbiola cathcartiae (Reeve, 1856)
- Cymbiola chrysostoma (Swainson, 1824)
- Cymbiola complexa Iredale, 1924
- Cymbiola cracenta (McMichael, 1963)
- Cymbiola cymbiola (Gmelin, 1791)
- Cymbiola deshayesi (Reeve, 1854)
- Cymbiola flavicans (Gmelin, 1791)
- Cymbiola houarti Bail & Limpus, 1998
- Cymbiola hughmorrisoni Bail & Limpus, 1997
- Cymbiola imperialis (Lightfoot, 1786)
- Cymbiola innexa (Reeve, 1849)
- Cymbiola intruderi (Poppe, 1985)
- Cymbiola irvinae (E. A. Smith, 1909)
- Cymbiola kimbacki Bail & Limpus, 2014
- Cymbiola laminusa Poppe, Tagaro & Bail, 2011
- Cymbiola magnifica (Gebauer, 1802)
- Cymbiola malayensis Douté & Bail, 2000
- Cymbiola mariaemma Gray, 1858
- Cymbiola moretonensis Bail & Limpus, 1998
- Cymbiola nivosa (Lamarck, 1804)
- Cymbiola nobilis (Lightfoot, 1786)
- Cymbiola palawanica Douté & Bail, 2000
- Cymbiola perplicata (Hedley, 1902)
- Cymbiola provocationis (McMichael, 1961)
- Cymbiola pulchra (Sowerby I, 1825)
- Cymbiola rossiniana (Bernardi, 1859)
- Cymbiola rutila (Broderip, 1826)
- Cymbiola scottjordani Poppe & Tagaro, 2005
- Cymbiola sophia (Gray, 1846)
- Cymbiola subelongata Bail & Limpus, 1998
- Cymbiola thatcheri (McCoy, 1868)
- Cymbiola vespertilio (Linnaeus, 1758)